# Vincenzo Seregni
Vincenzo Seregni, auch Vincenzo da Seregno oder Vincenzo dall’Orto genannt, (* um 1519 in Lugano; † 12. Januar 1594 in Mailand) war ein italienischer Bildhauer, Ingenieur und Architekt der Renaissance.

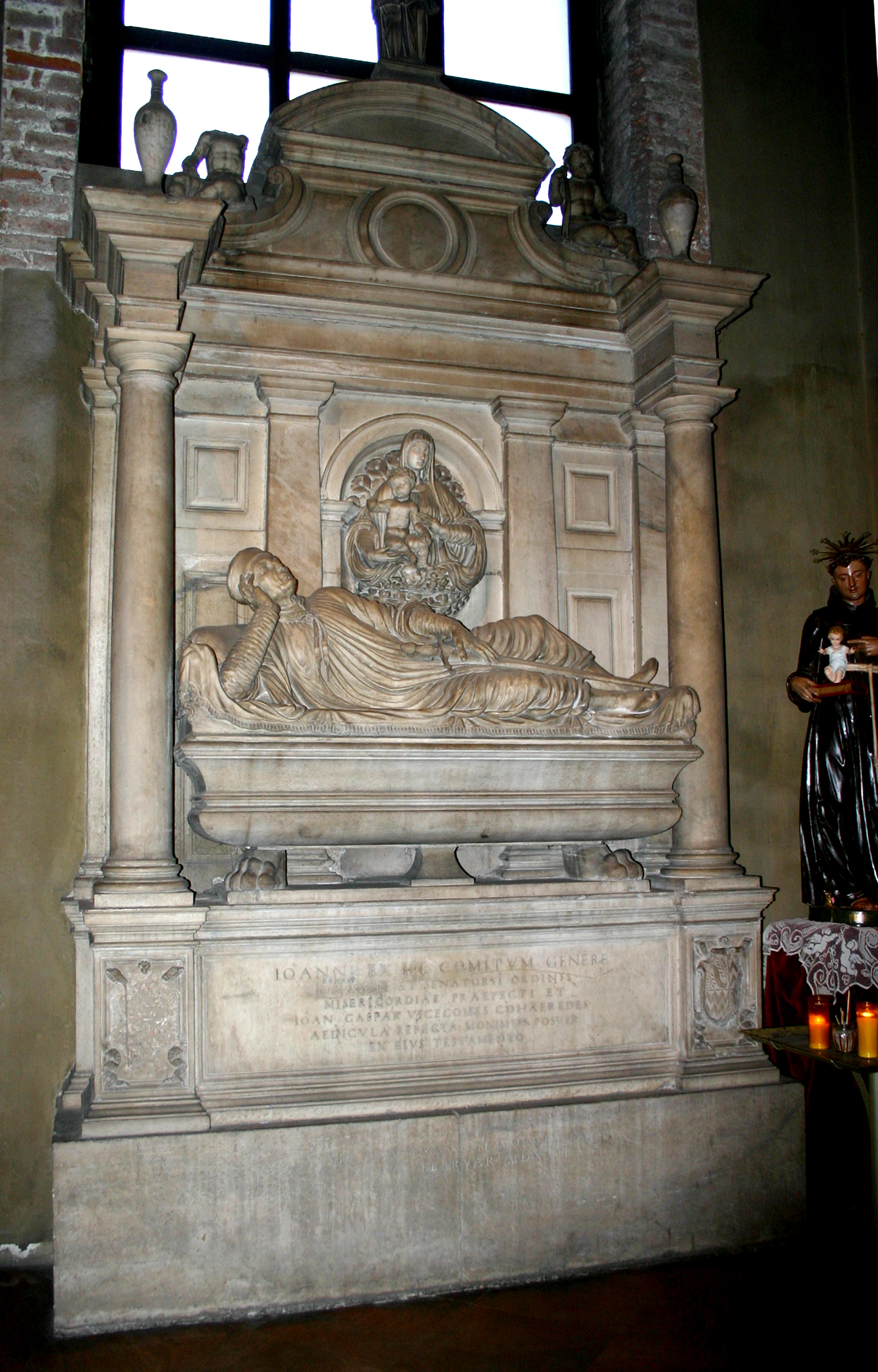
Vincenzo Seregni: Grabmal von Giovanni del Conte, Kirche San Lorenzo Maggiore, Mailand 1550–1559.

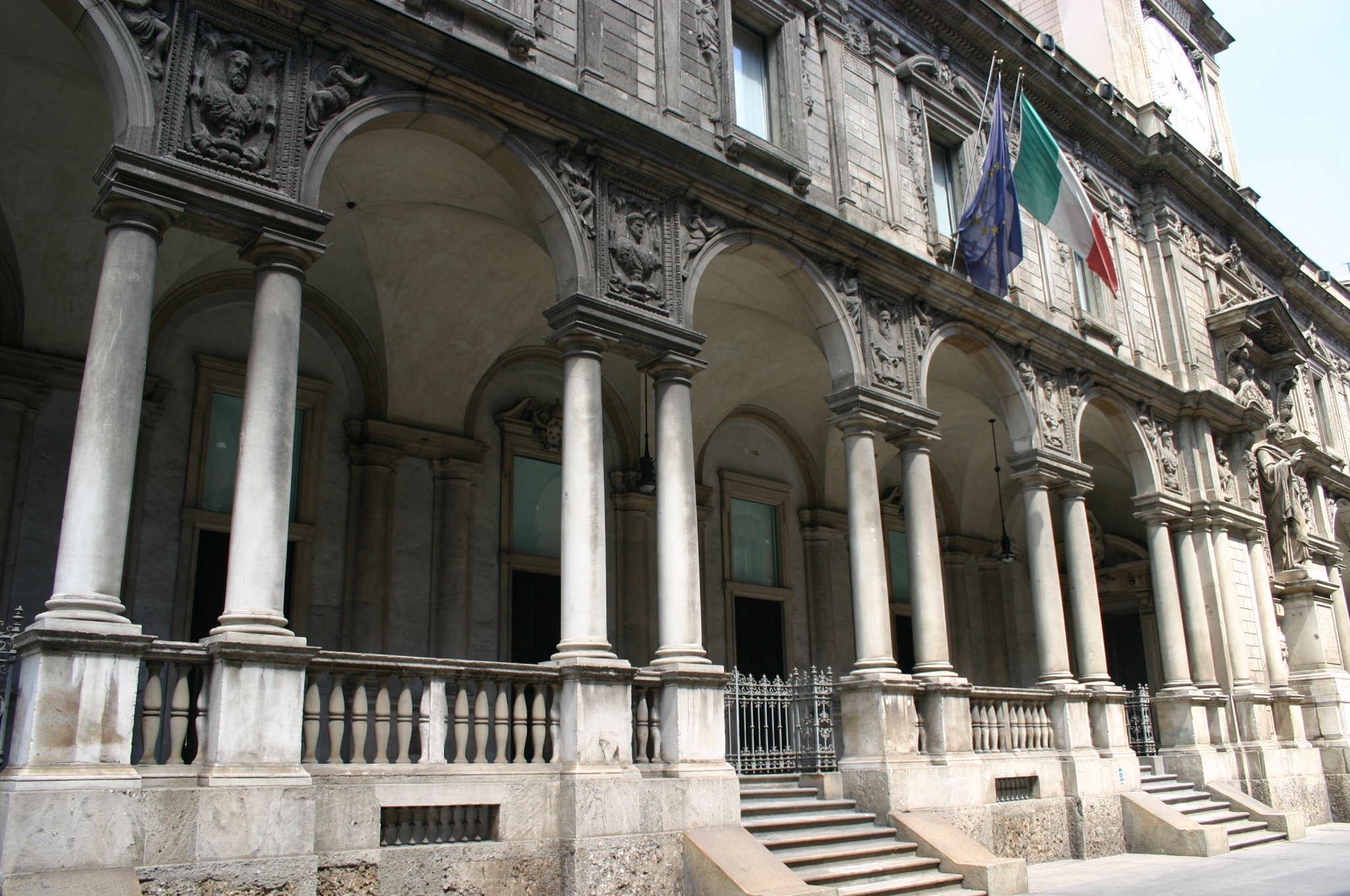
Vincenzo Seregni: Palazzo dei Giureconsulti, Mailand 1561–1567.

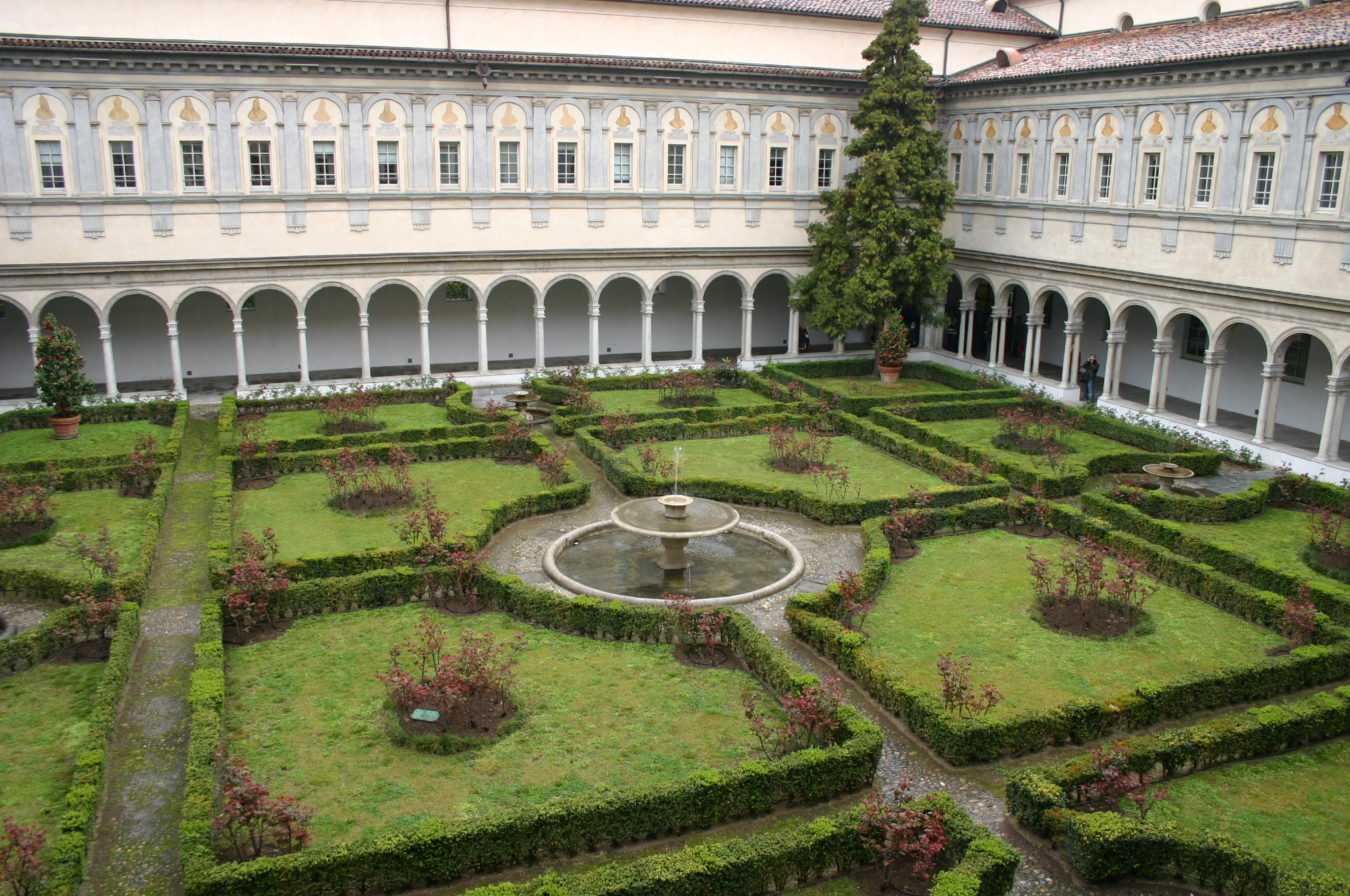
Vincenzo Seregni: Ehemaliges Kloster von San Simpliciano, Großer Kreuzgang, Mailand 1559–1564.

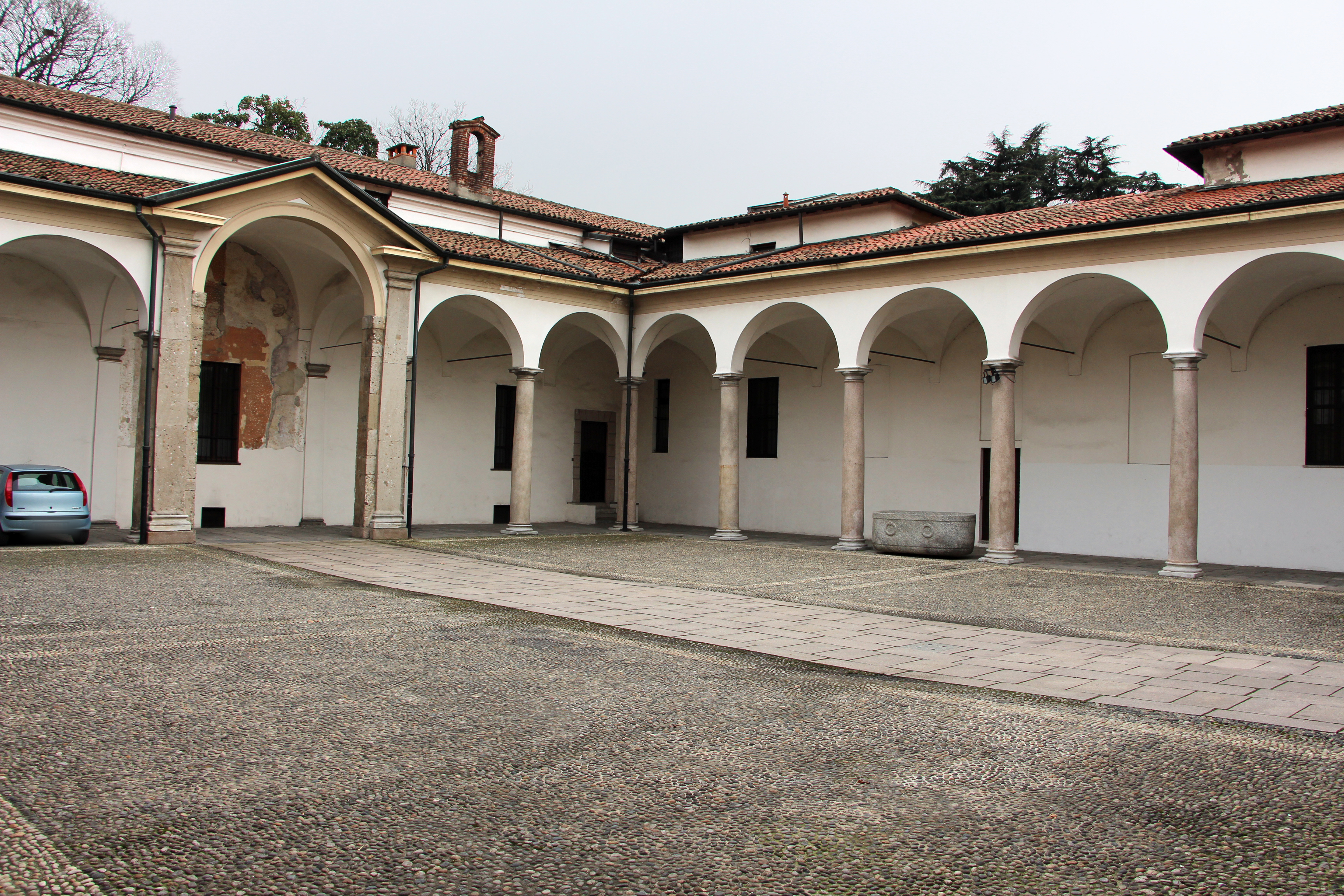
Vincenzo Seregni: Certosa von Garegnano, Kreuzgang 1576–1576.

## Leben
Vincenzo war Sohn des Bernardino aus Lugano, ab 1534 war er Steinhauer in Mailand und der Lombardei in der Übergangszeit zwischen Renaissance und Manierismus. Im Oktober 1555, nach dem Tod von Cristoforo Lombardo, genannt „il Lombardino“, löste er ihn als Architekt der Fabbrica del Duomo ab, wo er bereits seit 1537 tätig war. Diese Position hatte er bis 1567 inne, als er auf Geheiß des Erzbischofs Karl Borromäus durch Pellegrino Tibaldi ersetzt wurde.

## Werke
- 1550–1559: Grabmal von Giovanni del Conte in San Lorenzo Maggiore in Mailand, mit Skulptur des Verstorbenen von Marco d’Agrate;
- 1555 circa: rechteckiges Projekt zur Umgestaltung der Domplatz Mailand;
- 1555–1563: Tribüne, Querschiffkapellen und Quadriportico der Kirche Santa Maria presso San Celso in Mailand (Bauwerke);
- 1556–1570: Arbeiten an der Kirche der Wallfahrtskirche Beata Vergine dei Miracoli in Saronno (vollendet von Pellegrino Tibaldi im Jahr 1578);
- 1557–1558: neue Beichte unter dem Hochaltar des Mailänder Doms;
- 1559: Reformprojekt der San Vittore al Corpo in Mailand;
- 1559–1564: Kreuzgang der zwei Säulen des Klosters der Kirche San Simpliciano in Mailand;
- 1559: Katafalk für das Begräbnis von Karl V. (HRR) (gestorben im September des Vorjahres);
- 1561–1567: Palazzo dei Giureconsulti auf der Piazza Mercanti (Mailand), im Auftrag von Papst Pius IV. (Beginn der Arbeiten); errichtet auf dem horizontalen Verlauf der ersten Ordnung mit einer Loggia mit gekoppelten Säulen und der zweiten Ordnung mit Fenstern, die mit Voluten verziert sind, und mit ausgeprägten Hell-Dunkel-Effekten;
- 1564–1565: Palazzo Medici in der Via Brera in Mailand (unvollendet);
- 1565–1566: Zusammenarbeit bei der Überarbeitung der neuen Festungsmauern des Castello Sforzescos in Mailand;
- 1566: Erzbischöfliches Priesterseminar Mailand an der Porta Orientale (Beginn der Arbeiten);
- 1571–1576: Renovierung des Presbyteriums und Bau der Kapelle Della Croce in der Kirche San Giovanni in Conca in Mailand und ab 1583 Wiederaufbau des Klosters;
- 1574–1576: kleinen Ehrenhof und den großen Kreuzgang des Certosa di Garegnano;
- 1574–1579: obere Kapelle des Heiligtums der Beata Vergine dei Miracoli in Corbetta.